# 창조사진극

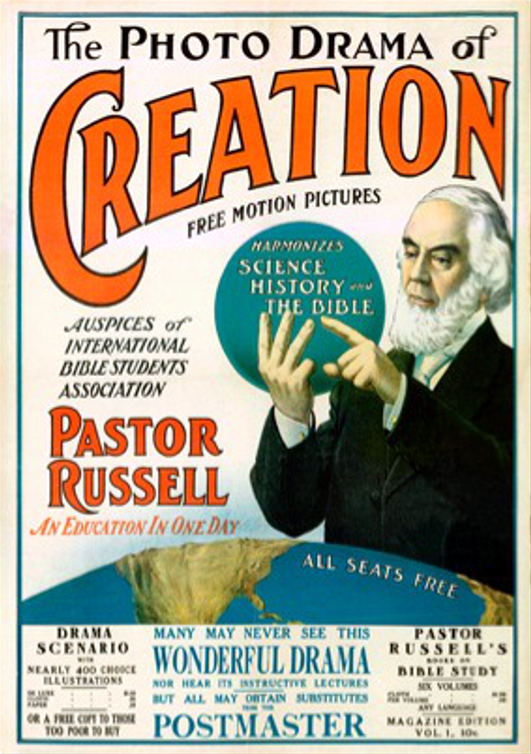

창조사진극(The Photo-Drama of Creation)은 1914년 1월 워치 타워 협회가 제작한 4부로 나뉜 8시간 짜리 영화로서 뉴욕 시 웨스트 63번가의 건물인 템플에서 최초로 상영되었다.
창조 사진극은 말과 천연색 사진과 음악으로 구성, 땅의 창조부터 그리스도의 천년 통치 끝까지의 일들을 내용으로 다루었으며 또한 저속도 촬영 사진으로 꽃이 피어나는 모습과 병아리가 알을 깨고 나오는 모습등을 구현해 냈다.
미국과 캐나다에서 "사진극"을 관람한 사람의 수는 1년도 못 되어 총 800만 명 이상 되었으며 영국과 유럽 대륙 및 오스트레일리아와 뉴질랜드에서도 초만원을 이룬 경우들이 보고되었다. 1914년 말경, 북아메리카, 유럽, 뉴질랜드, 오스트레일리아에 있는 수백만 명이 이 “사진극”을 관람하였다. 그 후 소도시와 시골 지역에 사는 사람들에게 상영할 수 있도록 "창조 사진극" 가운데서 영화 부분을 뺀 "유레카 극"은 1915년 말 추산 100만명 이상이 관람하였다.